# إبراهيم بن موسى الشاطبي
هو أبو اسحاق إبراهيم بن موسى بن محمد اللخمي الشاطبي، من علماء الأندلس، وشهد له العلماء بمآثره العديدة.

## اسمه وكنيته ونسبه
هو إبراهيم بن موسى بن محمد أبو إسحاق اللخمي الغرناطي الشهير بالشاطبي، وكنيته التي عرف بها أبو إسحاق.

## ولادته ونشأته ووفاته
تعرض الريسوني لمكان ولادة الشاطبي فقال: «فالأظهر أنه ولد بغرناطة» وسبب هذا أن الإمام الشاطبي نشأ وترعرع بها ولم يُعلم أنه غادرها، وسبب عدم ترحاله أن أسفار العلماء كانت طلبًا للعلم، أما الشاطبي فكان العلم حاضر بلدته، أما عن وفاتهِ فهي يوم الثلاثاء من شهر شعبان سنة 790 هجري.

## شيوخ الشاطبي
تتلمذ الشاطبي على يد الكثير من العلماء من شيوخ الغرناطيين والوافدين الذين أحسنوا إعداده الأدبي والعلمي في شتى الفروع العلمية، ومن هؤلاء:

### أولاً: علماء غرناطة
من أبرز شيوخه:
- أبو عبد الله محمد بن فخار البيري، (المتوفى سنة 754هـ) يقول عنه تلميذه ابن الخطيب «الإمام المجمع على إمامته في فن العربية المفتوح عليه من الله تعالى فيها حفظاً واطلاعاً ونقداً وتوجيهاً لما لا مطمع فيه لسواه»). قرأ عليه الشاطبي بالقراءات السبع في سبع ختمات وأخذ عنه فقه اللغة وغيرها ولازمه حتى الممات، وكان الشاطبي يقول عن شيخه هذا «شيخنا الأستاذ الكبير العلم الكبير».
- أبو جعفر أحمد الشقوري: الفقيه النحوي الفرضي الذي كان يدرس بغرناطة كتاب (سيبويه) و (قوانين ابن أبي الربيع)، و (تلخيص ابن البناء)، و (ألفية ابن مالك) و (فرائض التلقين) و (المدونة الكبرى).
- أبو سعيد فرج بن قاسم بن أحمد بن لب التغلبي (المتوفى سنة 782هـ) مفتي غرناطة وخطيب جامعها والمدرس بمدرستها النصرية، وقد نقل عنه الشاطبي بعض الفوائد النحوية وغيرها ونعته بـ«الأستاذ الكبير الشهير».
- أبو عبد الله محمد بن على البلنسي الأوسي (المتوفى سنة 782هـ) مؤلف تفسير كتاب (في مبهمات القرآن).
- أبو عبد الله محمد بن أبي الحجاج يوسف بن عبد الله بن محمد اليحصبي المعروف باللوشي،(ولد سنة 692هـ)

### ثانياً: العلماء الوافدين إلىغرناطة
أما شيوخه من العلماء الوافدين فمنهم:
- أبو عبد الله الشريف التلمساني: الإمام المحقق أعلم أهل وقته.
- أبو عبد الله محمد بن محمد بن أحمد المقري (الجد) المعروف بالمقري الكبير المتوفى سنة (759هـ).
- أبو القاسم محمد بن أحمد الشريف الحسن السبتي قاضي الجماعة المتوفى بغرناطة سنة 760هـ.
- أبو علي منصور بن محمد الزواوي: المحقق المدرس الأصولي درس ببجاية وتلمسان وهو شيخ الشاطبي في الأصول. قال الشاطبي: «حدثنا شيخنا الأصولي أبو على الزواوي …».
- شمس الدين أبوعبد الله محمد بن أحمد بن مرزوق الخطيب التلمساني المتوفى في القاهرة سنة (781هـ).

وقد أشار أحمد بابا التنبكتي إلى استفادة الشاطبي من بعض العلماء الذين اجتمع معهم.  وذكر منهم الحافظ الفقيه أبا العباس أحمد القباب توفي سنة (779هـ)، والمفتي المحدث أبا عبد الله الحفارإلى غير ذلك من العلماء.

## تلاميذ الشاطبي
تلمذ على يد الإمام الشاطبي الكثير من العلماء الأجلاء الذين شُهد لهم بالفضل في العلم وقد تنوعت علومهم وإبداعاتهم في جوانب شتى من العلم وقد ذكر منهم التنبكتي ثلاثة وهم:
1. أبو يحيى بن عاصم، العلامة الشهيد في ساحة المعركة يوصف بأنه (صاحب الإمام الشاطبي ووارث طريقته).
2. أخوه القاضي الفقيه أبو بكر بن عاصم صاحب المنظومة الفقهية الشهيرة (تحفة الحكام).
3. الشيخ الفقيه أبو عبد الله البياني.

إضافة إلى أبو جعفر القصار، وأبو عبد الله المجاري.

## طلبه للعلم
كان الإمام الشاطبي شغوفاً بالعلم طالباً له من أهله، باحثاً عن كنوزه كاشفاً لأسراره، حيث جمع أصول العلوم الشرعية ففقه اللغة العربية وفنونها على يد شيخه ابن الفخار، وفقه النحو على يد شيخه أبي جعفر الشقوري، وفقه الفقه والفتوى على يد شيخه أبي سعيد بن لب، وفقه التفسير على يد شيخه أبي عبد الله البلنسي، وفقه أصول الفقه على يد شيخيه أبي عبد الله الشريف التلمساني وأبي علي الزاوي، وفقه القواعد الفقهية على يد شيخه أبي عبد الله المقري، وفقه العلوم اللسانية على يد شيخه أبي القاسم السبتي، وفقه علوم الحديث على يد شيخه ابن مرزوق، الملقب بالجد. فيكون بذلك الإمام الشاطبي حاز فنون كل علوم الشريعة، وهذا ما أهله بعد ذلك لينتج نظرياته الفقهية والأصولية التي أوقفت أهل العلم عندها طلاب، وأفصحت عن مراد الشارع، وكشفت لأهل العلم عنه الحجاب، حيث عمت به فائدة كبيرة لأهل العلم

## منزلته العلمية بينالعلماءومؤلفاته
لقد تميز الشاطبي بمنزلة عالية رفيعة بين علماء الشريعة الإسلامية، فتمهر على يديه الكثير من العلماء الذين خرًّجوا الكثير من العلماء، فكان الشاطبي، نجماً ساطعاً بين علماء عصره، حيث ارتقى الشاطبي، مرتبة العلماء الذين خلد التاريخ ذكرهم، فهم الذين أثْرَََو المكتبة الإسلامية بالفكر الذي تستند الأمة عليه، وقد وصفوه فقالوا:«هو الإمام العلامة المحقق القدوة الحافظ الجليل المجتهد الأصولي المفسر الفقيه المحدث اللغوي النظارة المدقق البارع صاحب القدم الراسخ والإمامة العظمى في سائر فنون العلم الشرعي، والإمام المحقق العلامة الصالح»، وللإمام الشاطبي مؤلفات كثيرة في مختلف علوم العربية والشرعية، كالنحو والصرف والاشتقاق والأدب والشعر وعلوم الحديث وفقهه والفقه وأصوله التصوف والبدع إلى غير ذلك من علوم، ومن كتبهِ المطبوع ومنها غير المطبوع على النحو التالي:

### أولاً: المطبوع
طبع في أصول الشريعة وهو من أنبل الكتب في بابه.
- الإفادات والإنشادات، وفيه طرق وتحف ومدح أدبية وإنشاءات.
- كتاب الاعتصام في أهل البدع والضلالات.
- كتاب الموافقات في أصول الفقه.
- كتاب المقاصد الشافية في شرح خلاصة الكافية، (وهو شرح الألفية، يعني ألفية ابن مالك).(طبع في 10 مجلدات

### ثانياً: غير المطبوعة
ولم تحظ مجموعة أخرى من كتابات الإمام الشاطبي بالطباعة، وهذه الكتب هي:
- شرح جليل على الخلاصة، في أربعة أجزاء
- كتاب المجالس، وهو شرح لكتاب البيوع من صحيح البخاري
- عنوان الاتفاق في علم الاشتقاق، قيل أنه أتلف في حياة الشاطبي واستفاد منه أهل عصره فقط
- كتاب أصول النحو، قيل أنه أتلف في حياة الشاطبي

ذكر الإمام الشاطبي في آخر كتابه الاعتصام عن عزمه تأليف كتاب يعالج فيه التصوف وأسماه مذهب أهل التصوف، ولكنا لا ندري هل قام بتأليفه أم لا

## بيان منهجه الأصولي ومذهبه الفقهي

### نبذة عامة عن منهجه العلمي
كان للإمام الشاطبي منهجاً علمياً متزناً، حيث كان له مزايا على ما ذكر هو بنفسه فقال:«وذلك أني ولله الحمد لم أزل منذ فتق للفهم عقلي، ووجه شطر العلم طلبي، أنظر في عقلياته وشرعياته، وأصوله وفروعه، لم أقتصر منه على علم دون علم، ولا أفردت من أنواعه نوعاً دون أخر، حسبما اقتضاه الزمان والإمكان وأعطته المنة المخلوقة في أصل فطرتي، بل خضت في لجاجه خوض المحسن للسباحة، وأقدمت في ميدانه إقدام الجريئ..إلى أن من علىًّ الرب الكريم، الرؤوف الرحيم، فشرح لي من معان الشريعة ما لم يكن في حسابي...» ولعلها نظرته الشاملة في أخذه للعلوم، ثم رعته يد الله لينشأ نشأً بعد آخر، لمرحلة يكون الإسلام أحوج إلى علمه الزاخر، تماشياً مع حاجة الإسلام المتنامية يومأً بعد يوم، لما يَجِدُّ من حوادث، فيكون امتداداً بأصل التشريع إلى فرعه، لتكتب السلامة والنجاة لأهل هذا الدين الحنيف، ولم تكن الطريق ممهدة أمام الإمام الشاطبي، بل واجه العديد من الصعاب التي أوشكت أن تثقله إلى الأرض وكان من أبرزها ما أثاره بعض أهل العلم الذين عجِّلوا عليه أمره ممن عاصره منهم، ففهموا مقصده على غير وجهته، بالإضافة إلى أهل البدع والضلالات الذين لا يذرون في مؤمن إلاً ولا ذمةً، فاتهموه بكثير من الأمور التي لا تقبل فيمن هو دونه، فاتهموه بأنه يقول أنَّ الدعاء لا ينفع، وكل أمره أنه لم يلتزم الدعاء الجماعي في إمامته للناس، ونسب إلى التشيع والرفض وبغض الصحابة، لأنه لم يلتزم ذكر الخلفاء الراشدين في الخطبة، ونسب إليه تجويز الخروج على الأئمة، لأنه لم يلتزم ذكرهم في الخطبة، واتهم بالغلو والتشدد لأنه التزم الفتوى بمشهور المذاهب، إلى غيرها من أمور، وقد عبر عمًّا لاقى منهم بما جادت عليه فصاحته فقال:
كان لنشأته السليمة دوراً كبيرأ في المضي قدماً في دربه الصعب، بل وخط لنفسه آليةً لأخذ علومه عَبر عنها بنفسه فقال:" فمن هنا قويت نفسي على المشي في طريقه بمقدار ما يسَّر الله فيه، فابتدأت بأصول الدين عملاً واعتقاداً، ثم بفروعه المبنية على تلك الأصول "، فأقبل على أصول الدين بادئ ذي بدء اعتقاداً وعملاً، ثم ألَّم بفروعه المبنية على تلك الأصول، وهي طريقة سليمة. ثم شرط على نفسه شروطاً لا يحيد عنها مهما كان الأمر فقال: " كثيراً ما كنت أسمع الأستاذ أبا علي الزاوي يقول: قال بعض العقلاء: لا يسمى العالم بعلمٍ ما عالماً بذلك العلم على الإطلاق، حتى تتوفر فيه أربعة شروط وهي:
1. أن يحيط علماً بأصول العلم الذي يطلب على الكمال،
2. ثم تكون له القدرة على العبارة عن ذلك العلم،
3. ثم يكون عارفاً بما يلزم عنه،
4. وآخرها أن تكون له القدرة على دفع الإشكالات الواردة على ذلك العلم "

تميز بالتأني قبل الكتابة فقال:«ولما بدى من مكنون السر ما بدا، ووفق الله الكريم لما شاء منه وهدى، لم أزل أقيد أوابده..» بل والمشاورة في ذلك حيث أنه كان يباحث تلميذه أبا جعفر القصار أثناء تأليفه لمباحث الموافقات، ولقد وضُح أثر هذه الطريقة في منهجه فبان متانة صنعته.

### منهج الإمام الشاطبي الأصولي
تميز الإمام الشاطبي بنظرةٍ خاصةٍ لم يعتبرها كثيرٌ من الأصوليين والفقهاء، وتمثلَ ذلك باعتبار عدة أمورٍ:
1. من جهة النصوص: وذلك باثبات الكلية والجزئية، واثبات الاستقراء كدليل لاثبات الحكم بمجموع الصور لا بعضها، وربط أطراف المسائل النقلية بقرينتها العقلية، واستنباط الأحكام منها.
2. من جهة المعاني: فأخذ بالمصالح وضبطها بضوابط سليمة، ثم قسَّمها، ثم نظر إلى علاقتها بالتعليل.
3. من جهة المصادر وضوابط الاستدلال : والتي تحتوي على عدة أمور مهمةٍ، مما نلمس فيه الكثير من المسائل التي تُؤثر في علم أصول الفقه، والتي سوف نعرض لها على النحو التالي:

#### أولاً: باعتبار النصوص
1. اعتبار كليات الشريعة: قام الإمام الشاطبي باعتبار كليات الشريعة الإسلامية قبل اعتبار النصوص الجزئية، لأن الكليات ثبتت بتواتر النصوص عليها فهي أقطع من الجزئية، فوضعها في المقام الأول، والدليل على ذلك ما ألمح إليه بنصه فقال:«ولما بدا من مكنون السر ما بدا، ووفق الله الكريم لما شاء منه وهدى، لم أزل أقيد أوابده، وأضم من شوارده تفصيلاً وجملاً، معتمداً على الاستقراءات الكلية غير مقتصر على الأفراد الجزئية». فإذا أمعنت النظر تجده قد رسم ملامح منهجه بدقة فائقة يصعب معها اللبس أو الخلل فانظر قوله: «لم أزل أقيد أوابده، وأضم من شوارده تفصيلاً وجملاً»، هذا دليل على إمعانه النظر في النصوص مع إمعان نظره في صور فروعها، ثم قوله: «تفصيلاً وجملاً» وهو بيان لحال نظره في النصوص وما ينبني عليها من فروع، وتجد هنا أن نظره في النصوص اعتمد على أمرين أساسيين هما: الأول: نظرة جزئية خاصة باعتبار النص كوحدةٍ تشريعية كاملة.

الثاني: نظرة باعتبار باقي النصوص. وهذا يعني عدم الاستقلال بالنصوص الجزئية في فهم مقصودها بل قدَّم عليها النصوص الكلية التي هي أقطع من حيث الدلالة على روح التشريع ومقصد المشرع في ذلك.
1. الاستقراء كمنهج : اعتمد الإمام الشاطبي الاستقراء لأفراد الموضوع منهجاً، ليثبت بعد ذلك الحكم باعتبار جميع الصور لا بعضها، ونص على ذلك بقوله: «معتمداً على الاستقراءات الكلية غير مقتصر على الأفراد الجزئية»، وهو منهج عقلي سليم.
2. ربط أطراف المسائل النقلية بأطرافها العقلية: قام الإمام الشاطبي بربط أطراف المسائل النقلية بأطرافها العقلية، ومن ذلك أنه أوصل أصول المسائل في الكتاب والسنة بامتدادها بعد عهد رسول مما جد عليها من أمور، فتكون المسائل غير متروكة للهوى ولكن مربوطة بأصولها من الكتاب والسنة فلا خلاف في الحكم عليها إذا تم ردها إلى أصلها، وذلك قوله «ومبيناً أصولها النقلية بأطراف من القضايا العقلية، حسبما أعطته الاستطاعة والمنة»، وما لهذه الطريقة من أثر على صحة وسلامة التشريع.

#### ثانياً: باعتبار المعاني
1. الأخذ بالمصالح :أخذ الإمام الشاطبي بالمصالح وراعى المعاني في تقرير الأحكام، شأنه شأن الإمام مالك، والكثير من الأصوليين الذين اعتمدوا منهج الاستقراء لأحكام الشريعة والنصوص التي أنشأتها، فكان يأخذ بالمصالح ويكثر منها شأنه شأن علماء المذهب المالكي، لكن ما تميز به أنه عبر عن مذهبه مبيناً أسباب أخذه هذا مدافعاً عنه أشد دفاع، ما يظهر الحق ويجلوا الغمامة عن الأعين فقال: «أما قسم العادات الذي هو جار على المعنى المناسب الظاهر للعقول فإنه استرسل فيه استرسال المدل العريق في فهم المعاني المصلحية...» ويقصد بذلك شيخه مالك، مؤكداً أن سبب الأخذ بالمصالح على هذا النحو تعلق النصوص الشرعية بالمصالح ودوران النصوص الشرعية حيث دارت المصالح، والحق أن من عارض الشاطبي في مذهبه، لم ير مذهبه رأي الواعي العاقل صاحب اللب السليم الذي يلمح بعين البصيرة ما تقصر عنه أعين العوام، فهو المتبع لا المبتدع، ولقد ارتقى بمنهجية الفقهاء، وأكمل مسيرة الفقه، وما ذلك إلا عبر اعتماد منهج مدرسة المدينة المنورة، عاصمة الدعوة والدولة، التي بها أصحاب رسول الله وشيوخ التابعين، وقد عاصر أبناءهم نمو التشريع على يد الخلفاء الراشيد رحمهم الله، فهم الذين مثَّلوا ميراث النبوة عملاً لا قولاً، وحاضرةً عندهم فتوى رسول الله صلى الله عليه وسلم، فاستشف الإمام الشاطبي بنور الله ملامح مدرسة النبوة، فأرسى رواسيها وخط حدودها، وجاء الفقه الحديث بما يحمل من جديد برهاناً على صحة المنهاج وسلامة الطريقة والحمد لله.

فإذا نظرت في قوله نظر الممعن نظره في مذهبه وأصوله ومقاصده، تعلم أن المصلحة هي كما لمحها الإمام الشاطبي، باب يضم روح التشريع لكثير من الأحكام التشريعية، والتي جاءت النصوص معبرة عنها، مع ذلك فإن أخذ الإمام الشاطبي هذا للمصالح، كان مقيداً بشروط ذكرها هو، مما يجعله في دائرة التشريع لا خارجها، وهي على النحو التالي:
1. 1. عدم الخروج على مقاصد الشريعة بشيء مما يضمن انسجام أحكام الشريعة مع بعضها البعض مع عدم مخالفتها لمصادر التشريع.
  2. ألا يناقض أصلاً من أصول التشريع، مما يضمن الثبات في مسيرة التشريع. حيث يقول الشيخ أبو زهرة عن المذهب المالكي: «.. نعم مع مراعاة مقصود الشارع أن لا يخرج عنه ولا يناقض أصلاً من أصوله، حتى لقد استشنع العلماء كثيراً من وجوه استرساله، زاعمين أنه خلع الربقة وفتح باب التشريع، وهيهات، ما أبعده من ذلك، بل هو الذي رضي لنفسه في فقهه بالإتباع، بحيث يخيل للبعض أنه مقلد لمن قبله»، بل ووضع ضوابط للمصالح وأقسامها، فقام الشاطبي بوضع ضوابط وتقسيمات للمصالح، هي واجبة لفهم مقاصد الشريعة وهي طريق فهم الكتاب والسنة، أو بصورة أوضح ضبط مقاصد التشريع بضوابط وحدود تميز بعضها عن بعض وسيأتي الحديث عنها عند الحديث عن المصلحة وعلاقتها بالعلة إن شاء الله، وتوج ذلك بنظرته الخاصة لمسألة التعليل، فقد نظر الإمام الشاطبي لموضوع تعليل الأحكام بنظرة خاصة فأرسى مراسي الفهم السليم لمسألة التعليل من خلال الكتاب والسنة الذي ينبني عليه أثره المرجو منه، في تطور الفقه الإسلامي وصلاحه، ولقد رسخ فيه معنيين الأول: وجوب أخذ النصوص بمقاصدها، الثاني: وجوب إدخال التفسير المصلحي في فهم معانيها وأحكامها، وسنخوض فيها في حينها إن شاء الله.

#### ثالثاً: باعتبار المصادر وضوابط الاستدلال
1. الأدلة والمذاهب : إن أهم المقومات التي تعتمد عليها المذاهب الفقهية بحيث هي مدرسة تشريعية تلعب دوراً فاعلاً في بناء وبيان فلسفة التشريع، هي الأدلة التي تعتمد عليها تلك المذاهب، أما المذهب المالكي فإنه منشأ النظرة المقصدية بضوابطها التي نص عليها الشاطبي والفقهاء من بعده، ونرى مدى تفرعها واتساعها، لذا كان الإمام مالك الأكثر اعتباراً لمصادر التشريع حيث سجل له أخذه بالكتاب والسنة والإجماع والقياس وقول الصحابي وقول التابعي والاستصحاب والمصالح المرسلة، والعرف والعادة والاستحسان، فأخذ كل ما أنتجته هذه الأدلة كل في محله.
2. أخذ الإمام الشاطبي بالأدلة: كان مذهب الإمام الشاطبي أن يأخذ بالدليل الأقوى ويذر سواه، ما لم يوجب ذلك حرجاً، وإلا كان يجمع بينهما، فيقدم الكتاب على السنة، والسنة على القياس، والقياس على قول الصحابي، وقول الصحابي على قول التابعي، والأثر على المعقول، وهكذا فانظر مانقل الشيخ محمد أبو زهرة عن صاحب كتاب المدارك ما نصه «وأنت إذا نظرت لأول وهلة منازع هؤلاء الأئمة ومآخذهم في الفقه، واجتهادهم في الشرع، وجدت مالكاً ناهجاً في هذه الاصول منهاجاً، مرتبا لها مراتبها ومدارجها، مقدما كتاب الله على الأثار، ثم مقدماً لها على القياس والاعتبار، تاركاً منها مالم يتحمله الثقات العارفون لما تحملوه..».
3. سَد الذرائع وأَبطل الحِيل: إن الإمام الشاطبي أخذ بقاعدة سد الذرائع وأبطل الحيل، فإن كان قد فتح باب المصالح على مصراعيه فقد جعل وسيلة يرتب بها هذه المصالح مع بعضها البعض بحيث تتدافع ولا تتعارض، وما مفهوم سد الذرائع إلا ذلك وهو دفع المصلحة الأقوى الراجحة للمصلحة الأضعف المرجوحة، لكنَّ جهد مالك والشاطبي لم يقتصر ليضبط فقط تلك المصالح الظاهرة بل تعد إلى أبعد من ذلك ليضبط نوعين آخرين من المصالح وهما: الأول: المصالح التي ظاهرها من جهة المكلف المصلحة ولغلبة الظن الكلمة الأخيرة فيها. الثاني: تلك المصالح والتي يكثر وقوعها مفسدة مع أن الظن الغالب فيها المصلحة، ولعل هذا ما عده العلماء مغالاةً عند مالك، ولقد دافع عنه الشاطبي في ذلك وأبان الحق للعلماء فقال: "إن مالك اعتبرهُ في سد الذرائع، بناء على كثرة القصد وقوعاً، وذلك أن القصد لا ينضبط في نفسه لأنه من الأمور الباطنة، لكن له مجال هنا وهو كثرة الوقوع في الوجود أو هو مظنة ذلك، فكما اعُتبرت المظنة وإن صح التخلف كذلك تعتبر الكثرة لأنها مجال القصد، ولهذا أصل وهو حديث أم ولد زيد ابن أرقم وهو ماروي عن شعبة عن أبي إسحاق السبيعي عن امرأته العالية بنت أيفع بن شرحبيل أنها قالت دخلت أنا وأم ولد زيد بن أرقم وامرأته على عائشة فقالت أم ولد زيد بن أرقم:" إني نظير غلاماً من زيد بن أرقم بثمانمائة درهم إلى العطاء ثم اشتريته منه بستمائة درهم فقالت لها بئس ما شريت وبئس ما اشتريت أبلغي زيد بن أرقم أنه قد أبطل جهاده مع رسول الله صلى الله عليه وسلم إلا أن يتوب". فترى أنَّ الشاطبي علَّلَ اعتبار مالك كثرة الوقوع مفسدة محل غلبة الظن، بأن غلبةُ الظن في القصد ممنوعة لأن القصد باطن لا ظاهر، ولكنَّ كثرة الوقوع مظهر لهذا القصد بدليل إقبال الناس عليه، وهذا يحل محل غلبة الظن، مع العلم أن غلبة الظن هي في تحقيق المفسدة في ذات الفعل والكثرة في الوقوع دليل على إيراد هذه المفسدة على هذا الوجه وقد وضح ذلك حديث أم ولد زيد بن أرقم فهذا الصحابي الذي شهد مع رسول الله صلى الله عليه وسلم المواقع كلها لا يقبل فيه قصد الربا فكان غلبة ظنه أن هذا الوجه في البيع جائز لكن ظنه هذا لم يوافق واقعاً بل إن وقع البيع ممنوع وظنه باطل، أكد ذلك تغليظ أم المؤمنين له، والظاهر أنها لا تقول مثل هذا التغليظ وتقدم عليه إلا توقيفاً سمعته من رسول الله صلى الله عليه وسلم فجرى مجرى روايتها ذلك عنه، وسبب التغليظ، لأن ذلك البيع يعد ذريعة إلى الربا فإنه يدخل السلعة ليستبيح بيع ألف بخمسمائة إلى أجل معلوم، وكذلك روي عن ابن عباس في مثل هذه المسألة أنه قال أرى مائة بخمسين بينهما حريرة يعني خرقة حرير جعلاها في بيعهما.

4- الشاطبي والعادات:
أخذَ الإمام الشاطبي بالعادات واستثمرها بطريقة غريبة ناظر فيها عادات العرب التي اعتبرها الشرع الحنيف، بما توارث الناس من عادات أخرى، وهو منهج الإمام مالك حيث يقول الشيخ أبو زهرة: «ثانيهما: أن مالكاً كان يتجه إلى العادات القديمة التي كانت معروفة عند أهل المدينة، فيضفي عليها مسوحاً دينيةً، وأن تلك العادات هي صورةٌ للعادات العربية القديمة، لم تتفق بعد مع الدين تماماً ولكنها عادات نشأت من محيط المعاملات، وقد ظهر بعضها لمالكٍ كأنه السنة، أو حمَّله اسم السنة، وليس ذلك إلا إصباغا لعادات قانونية عربية بصبغة الدين، وإزالة لما عساه يكون مخالفاً للدين من هذه العادات.» ومعنى ذلك أن الإمام الشاطبي وشيوخ المذهب المالكي قاموا بتصفية تلك العادات وتقريبها إلى الإسلام بما يقبله الإسلام ولا يرده، أما ما خالفه فقد تركوه ووازعهم في ذلك أن مجمل هذه العادات عادات عربية قديمة اعتبر التشريع صوراً كثيرةً منها، وقوََّمََ بعضها فكانت منهجية الإمام الشاطبي لينة تستوعب ما وافق التشريع وتترك ما خالفه من عادات توارثتها الأجيال، ولقد نص الإمام الشاطبي على ذلك فقال:«كل أصل علمي يُتخذُ إماماً في العلم فلا يخلو أن يجريَ به العمل على مجرى العادات في مثله، بحيث لا ينخرمَ منه ركن ولا شرط أو لا، فإن جرى فذلك الأصل الصحيح وإلا فلا.» وهذا يعني أن الإمام الشاطبي اعتبر الدليل على صلاح الأصل الشرعي للاستدلال جريانه مع أعراف الناس وعاداتهم وجعل لذلك شرطاً: وهو عدم مخالفة أحد أركان هذا الأصل لمجرى العادات، ولقد عبر عن ذلك صراحة بقوله: «.. فإذن كل أصل شرعي تخلف عن جريانه على هذه المجاري فلم يطردَ ولا استقام بحسبها في العادة فليس بأصل يعتمد عليه ولا قاعدة يستند إليها».

## منهج الشاطبي الفقهي
لقد كان الإمام الشاطبي مالكي المذهب درس في مدرسة غرناطة حيث شاع مذهب مالك بلاد الأندلس جميعها، حيث ينقل لنا الشيخ محمد أبو زهرة قول القاضي عياض في بيان البلاد التي انتشر بها مذهب مالك فيقول «غلب مذهب مالك على الحجاز والبصرة ومصر، وما والاها من بلاد أفريقية والأندلس وصقلية والمغرب الأقصى إلى بلاد من أسلم من السودان إلى وقتنا هذا، وظهر ببغداد ظهوراً كثيراً ثم ضعف بعد أربعمائة سنة، وظهر بنيسابور، وكان بها وبغيرها أئمة ومدرسون...»، فتتلمذ على يد مشايخها وتميز بالفهم العميق، مما أهله بعد ذلك أن يخرج كنوزه للناس ما لم يفعله سواه من مشايخ هذا المذهب، وهو الذي كشف الحجاب عما قصد إليه مالك ولم يعبر عنه صراحة بل وضع أسس بنيان شامخ جاءت مدرسة الشاطبي المقصدية ثمرة من ثماره، ثم نظرته للتعليل ثمرة أخرى.

## قراءة موسعة
- رسالة ماجستير «تعليل الأحكام الشرعية عند الإمام الشاطبي» للباحث عدنان على اسبيته من خلال دراسة كتابي الإمام الشاطبي «الموافقات في أصول الأحكام وكتابه الاعتصام»، نوقشت الرسالة في الجامعة الإسلامية بغزة بتاريخ 21/9/2005 على يد د. محمد يونس ود. ماهر الحولي تحت إشراف د. زياد مقداد.
- المصطلح الأصولي عند الشاطبي (أطروحة الدكتوراه). فريد الأنصاري.
- نظرية المقاصد عند الإمام الشاطبي للريسوني
- مقالات مفصلة عن الإمام